# Liga a IV-a Gorj
Liga a IV-a Gorj este principala competiție fotbalistică din județul Gorj, organizată de Asociația Județeană de Fotbal (AJF) Gorj, situată în al patrulea eșalon al sistemului de ligi al fotbalului românesc.
Competiția este disputată de un număr variabil de echipe, în funcție de numărul echipelor retrogradate din Liga a III-a, al celor promovate din Liga a V-a Gorj, precum și al echipelor care se retrag sau se înscriu în competiție. Campioana poate sau nu să promoveze în Liga a III-a, în funcție de rezultatul barajului de promovare disputat împotriva campioanei dintr-o serie județeană vecină.

## Istoric
În 1968, în urma noii reorganizări administrative și teritoriale a țării, fiecare județ a înființat propriul campionat de fotbal, integrând echipele din fostele campionate regionale, precum și echipele care evoluau anterior în competițiile orășenești și raionale. Proaspăt înființatul Campionat Județean Gorj a fost pus sub autoritatea nou-înființatului Consiliu Județean pentru Educație Fizică și Sport (CJEFS) Gorj.
De atunci, structura și organizarea Ligii a IV-a Gorj, la fel ca în cazul multor alte campionate județene, au suferit numeroase schimbări. Între 1968 și 1992, principala competiție județeană a fost cunoscută sub numele de Campionatul Județean. Între 1992 și 1997, a fost redenumită Divizia C – Faza Județeană, apoi Divizia D, începând cu anul 1997, iar din 2006 este cunoscută ca Liga a IV-a.

## Lista campioanelor

### Campionatul Regional Gorj
| Ed. | Sezon | Campioană                |
| --- | ----- | ------------------------ |
| 1   | 1951  | Progresul Târgu Jiu      |
| 2   | 1952  | Locomotiva Turnu Severin |

### Campionatul Județean Gorj
| Ed.                  | Sezon                | Campioană                 |
| Campionatul Județean | Campionatul Județean | Campionatul Județean      |
| -------------------- | -------------------- | ------------------------- |
| 1                    | 1968–69              | Metalurgistul Sadu        |
| 2                    | 1969–70              | CIL Târgu Jiu             |
| 3                    | 1970–71              | Minerul Rovinari          |
| 4                    | 1971–72              | Gorjul Târgu Jiu          |
| 5                    | 1972–73              | Metalurgistul Sadu        |
| 6                    | 1973–74              | Minerul Leurda            |
| 7                    | 1974–75              | Petrolul Țicleni          |
| 8                    | 1975–76              | Petrolul Țicleni          |
| 9                    | 1976–77              | Constructorul Târgu Jiu   |
| 10                   | 1977–78              | Parângul Novaci           |
| 11                   | 1978–79              | Petrolul Țicleni          |
| 12                   | 1979–80              | Constructorul Târgu Jiu   |
| 13                   | 1980–81              | Parângul Novaci           |
| 14                   | 1981–82              | Petrolul Țicleni          |
| 15                   | 1982–83              | Constructorul Târgu Jiu   |
| 16                   | 1983–84              | Energia Rovinari          |
| 17                   | 1984–85              | Minerul Mătăsari          |
| 18                   | 1985–86              | Energia Rovinari          |
| 19                   | 1986–87              | Jiul ACH Târgu Jiu        |
| 20                   | 1987–88              | Petrolul Stoina           |
| 21                   | 1988–89              | Avântul Baia de Fier      |
| 22                   | 1989–90              | Minerul Rovinari          |
| 23                   | 1990–91              | Petrolul Târgu Cărbunești |
| 24                   | 1991–92              | Metalurgistul Sadu        |

| Ed.                        | Sezon                      | Campioană                  |
| Divizia C – Faza Județeană | Divizia C – Faza Județeană | Divizia C – Faza Județeană |
| -------------------------- | -------------------------- | -------------------------- |
| 25                         | 1992–93                    | Jiul Rovinari              |
| 26                         | 1993–94                    | Petrolul Țicleni           |
| 27                         | 1994–95                    | Minerul Bustuchin          |
| 28                         | 1995–96                    | Minerul Urdari             |
| 29                         | 1996–97                    | Minerul Urdari             |
| Divizia D                  |                            |                            |
| 30                         | 1997–98                    | Gilortul Târgu Cărbunești  |
| 31                         | 1998–99                    | Gilortul Târgu Cărbunești  |
| 32                         | 1999–00                    | Arsenal Sadu               |
| 33                         | 2000–01                    | Parângul Novaci            |
| 34                         | 2001–02                    | Mecanica Motru             |
| 35                         | 2002–03                    | Minerul Rovinari           |
| 36                         | 2003–04                    | Arsenal Motru              |
| 37                         | 2004–05                    | Gilortul Târgu Cărbunești  |
| 38                         | 2005–06                    | Petrolul Țicleni           |
| Liga a IV-a                |                            |                            |
| 39                         | 2006–07                    | Parângul Sadu              |
| 40                         | 2007–08                    | Jiul Rovinari              |
| 41                         | 2008–09                    | Ralbex Turcinești          |
| 42                         | 2009–10                    | Petrolul Țicleni           |
| 43                         | 2010–11                    | Ralbex Turcinești          |
| 44                         | 2011–12                    | Petrofac Țicleni           |
| 45                         | 2012–13                    | Știința Turceni            |
| 46                         | 2013–14                    | Gilortul Târgu Cărbunești  |

| Ed. | Sezon   | Campioană                 |
| --- | ------- | ------------------------- |
| 47  | 2014–15 | Gilortul Târgu Cărbunești |
| 48  | 2015–16 | Gilortul Târgu Cărbunești |
| 49  | 2016–17 | Internațional Bălești     |
| 50  | 2017–18 | Petrolul Bustuchin        |
| 51  | 2018–19 | Gilortul Târgu Cărbunești |
| 52  | 2019–20 | Știința Turceni           |
| –   | 2020–21 | Nu s-a disputat           |
| 53  | 2021–22 | CSO Turceni               |
| 54  | 2022–23 | CSO Turceni               |
| 55  | 2023–24 | Vulturii Fărcășești       |
| 56  | 2024–25 | CSM Târgu Jiu             |

1. ↑  Nu s-a disputat din cauza Pandemiei de COVID-19 din România.[11][12]